# Ga Phú Diễn (Đường sắt đô thị Hà Nội)
Ga Phú Diễn là một trong những nhà ga tàu điện của Tuyến số 3: Nhổn – Ga Hà Nội, nằm trên đường Cầu Diễn, phường Phúc Diễn, quận Bắc Từ Liêm, Hà Nội.

## Lịch sử
- 8 tháng 8 năm 2024: Vận hành đoạn trên cao Tuyến số 3: Nhổn – Ga Hà Nội đoạn từ Ga Nhổn ~ Ga Cầu Giấy[3]

## Cấu trúc

### Bố trí ga

#### Tuyến 3
| 2F Tầng ke ga                   | Ke ga bên, cửa sẽ mở ở bên phải            | Ke ga bên, cửa sẽ mở ở bên phải                                         |
| Ke ga 2                         | ← T3 Tuyến 3 đi Minh Khai (Hướng đi Nhổn)  |                                                                         |
| Ke ga 1                         | T3 Tuyến 3 đi Cầu Diễn (Hướng đi Hà Nội) → |                                                                         |
| Ke ga bên, cửa sẽ mở ở bên phải |                                            |                                                                         |
| 1F Tầng trung chuyển            | Tầng 1                                     | Khu bán vé, khu thương mại, khu kỹ thuật, lối lên xuống và cổng soát vé |
| G                               | Mặt đất                                    | Lối lên xuống                                                           |

## Xung quanh nhà ga
- Trường Cao đẳng Ngoại ngữ và Công nghệ Hà Nội
- Công ty TNHH một thành viên In Quân đội 1
- Toà án quận Bắc Từ Liêm
- Chi cục Thi hành án dân sự quận Bắc Từ Liêm
- UBND quận Bắc Từ Liêm
- Công an quận Bắc Từ Liêm
- Trung tâm huấn luyện và bồi dưỡng nghiệp vụ Bộ Tư lệnh Cảnh sát Cơ động

## Hình ảnh

Nơi chờ tàu của ga Phú Diễn

Tầng bán vé của ga Phú Diễn